# همه‌پرسی قانون اساسی ایتالیا (۲۰۱۶)
همه‌پرسی قانون اساسی ایتالیا در روز یکشنبه ۴ دسامبر ۲۰۱۶ برابر با ۱۴ آذر ۱۳۹۵ برگزار شد. در این همه‌پرسی از ایتالیایی‌ها پرسیده شده بود که آیا با متممی بر قانون اساسی که بر ترکیب و قدرت پارلمان ایتالیا و همچنین تقسیم قدرت بین دولت، استان‌ها و نهادهای حکومتی جزئی‌تر تأثیر بگذارد موافق هستند یا خیر.
این قانون که توسط ماتئو رنتسی نخست‌وزیر وقت این کشور و حزب او یعنی حزب دموکراتیک (چپ میانه) پیشنهاد شده بود، در وهلهٔ نخست در ۸ آوریل ۲۰۱۴ توسط دولت به مجلس سنای ایتالیا تقدیم شد. پس از آنکه سنا و مجلس نمایندگان این کشور تغییرات زیادی در آن دادند، این قانون در ۱۳ اکتبر ۲۰۱۵ در سنا، در ۱۱ ژانویه ۲۰۱۶ در مجلس نمایندگان به‌طور مقدماتی تصویب گردید. سپس برای آخرین بار در ۲۰ ژانویه ۲۰۱۶ در سنا و ۱۲ آوریل ۲۰۱۶ در مجلس نمایندگان به تصویب رسید.
بنا بر اصل ۱۳۸ قانون اساسی ایتالیا، از آنجا که این قانون نتوانسته بود رأی دو سوم اعضای مجلس نمایندگان و سنا را در رأی‌گیری بار دوم به دست آورد، مقدمات همه‌پرسی آماده شد. کمی بعد مردم با شرکت در همه‌پرسی مخالفت خود را با ۵۹٫۱۱٪ نشان دادند. در نتیجه، اصلاحات مورد نظر دولت و پارلمان صورت نگرفت. این سومین همه‌پرسی قانون اساسی در تاریخ جمهوری ایتالیا است. دو همه‌پرسی دیگر در ۲۰۰۱ و ۲۰۰۶ برگزار شدند که اولی با رأی مثبت مردم و دومی با آرای مخالف مردم مواجه شد.
اگر مردم به اصلاحات مورد نظر رأی داده بودند، قانون اساسی ایتالیا شاهد بیشترین تغییرات پس از سقوط پادشاهی در این کشور می‌بود. موافقان این اصلاحات بر این باور بودند که این تغییرات نه تنها می‌توانست بر ساختار پارلمان تأثیر بگذارد، بلکه به ثبات دولت در این کشور نیز کمک کند. مخالفان بر این باور بودند که متن این قانون، ضعیف است و ممکن است قدرت بسیار زیادی در اختیار دولت بگذارد.
پس از آن که نتایج اولیه آرا مشخص شد، ماتئو رنتسی نخست‌وزیر ایتالیا استعفای خود را اعلام کرد.